# Bannans
Bannans est une commune française située dans le département du Doubs, la région culturelle et historique de Franche-Comté et la région administrative Bourgogne-Franche-Comté.
Ses habitants sont nommés les Brandayards et Brandayardes.

## Géographie

### Climat
Pour des articles plus généraux, voir Climat de la Bourgogne-Franche-Comté et Climat du Doubs.
En 2010, le climat de la commune est de type climat de montagne, selon une étude du Centre national de la recherche scientifique s'appuyant sur une série de données couvrant la période 1971-2000. En 2020, Météo-France publie une typologie des climats de la France métropolitaine dans laquelle la commune est exposée à un climat de montagne ou de marges de montagne et est dans la région climatique  Jura, caractérisée par une forte pluviométrie en toutes saisons (1 000 à 1 500 mm/an), des hivers rigoureux et un ensoleillement médiocre. 
Pour la période 1971-2000, la température annuelle moyenne est de 7,5 °C, avec une amplitude thermique annuelle de 16,3 °C. Le cumul annuel moyen de précipitations est de 1 564 mm, avec 13,9 jours de précipitations en janvier et 10,8 jours en juillet. Pour la période 1991-2020, la température moyenne annuelle observée sur la station météorologique de Météo-France la plus proche, « Pontarlier », sur la commune de Pontarlier à 9 km à vol d'oiseau, est de 8,8 °C et le cumul annuel moyen de précipitations est de 1 463,6 mm. 
La température maximale relevée sur cette station est de 38 °C, atteinte le 25 juillet 2019 ; la température minimale est de −32 °C, atteinte le 12 janvier 1987,,. 
Les paramètres climatiques de la commune ont été estimés pour le milieu du siècle (2041-2070) selon différents scénarios d'émission de gaz à effet de serre à partir des nouvelles projections climatiques de référence DRIAS-2020. Ils sont consultables sur un site dédié publié par Météo-France en novembre 2022.

## Urbanisme

### Typologie
Au 1er janvier 2024, Bannans est catégorisée commune rurale à habitat dispersé, selon la nouvelle grille communale de densité à 7 niveaux définie par l'Insee en 2022.
Elle est située hors unité urbaine. Par ailleurs la commune fait partie de l'aire d'attraction de Pontarlier, dont elle est une commune de la couronne,. Cette aire, qui regroupe 54 communes, est catégorisée dans les aires de moins de 50 000 habitants,.

### Occupation des sols
L'occupation des sols de la commune, telle qu'elle ressort de la base de données européenne d’occupation biophysique des sols Corine Land Cover (CLC), est marquée par l'importance des territoires agricoles (72,3 % en 2018), une proportion sensiblement équivalente à celle de 1990 (72,9 %). La répartition détaillée en 2018 est la suivante : 
prairies (43,5 %), terres arables (26 %), zones humides intérieures (18,1 %), forêts (6,6 %), zones urbanisées (3 %), zones agricoles hétérogènes (2,8 %). L'évolution de l’occupation des sols de la commune et de ses infrastructures peut être observée sur les différentes représentations cartographiques du territoire : la carte de Cassini (XVIIIe siècle), la carte d'état-major (1820-1866) et les cartes ou photos aériennes de l'IGN pour la période actuelle (1950 à aujourd'hui).

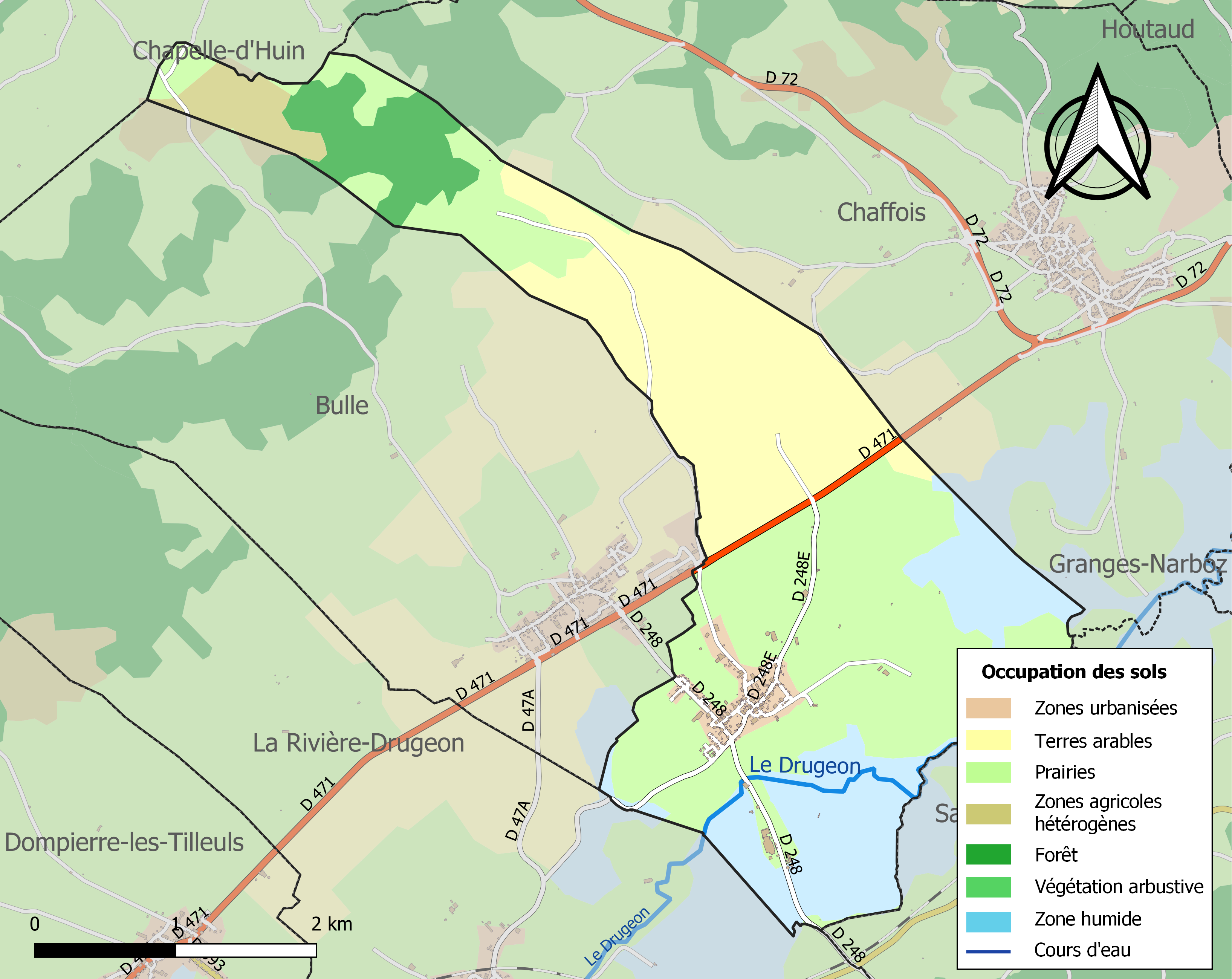
Carte des infrastructures et de l'occupation des sols de la commune en 2018 (CLC).

## Histoire

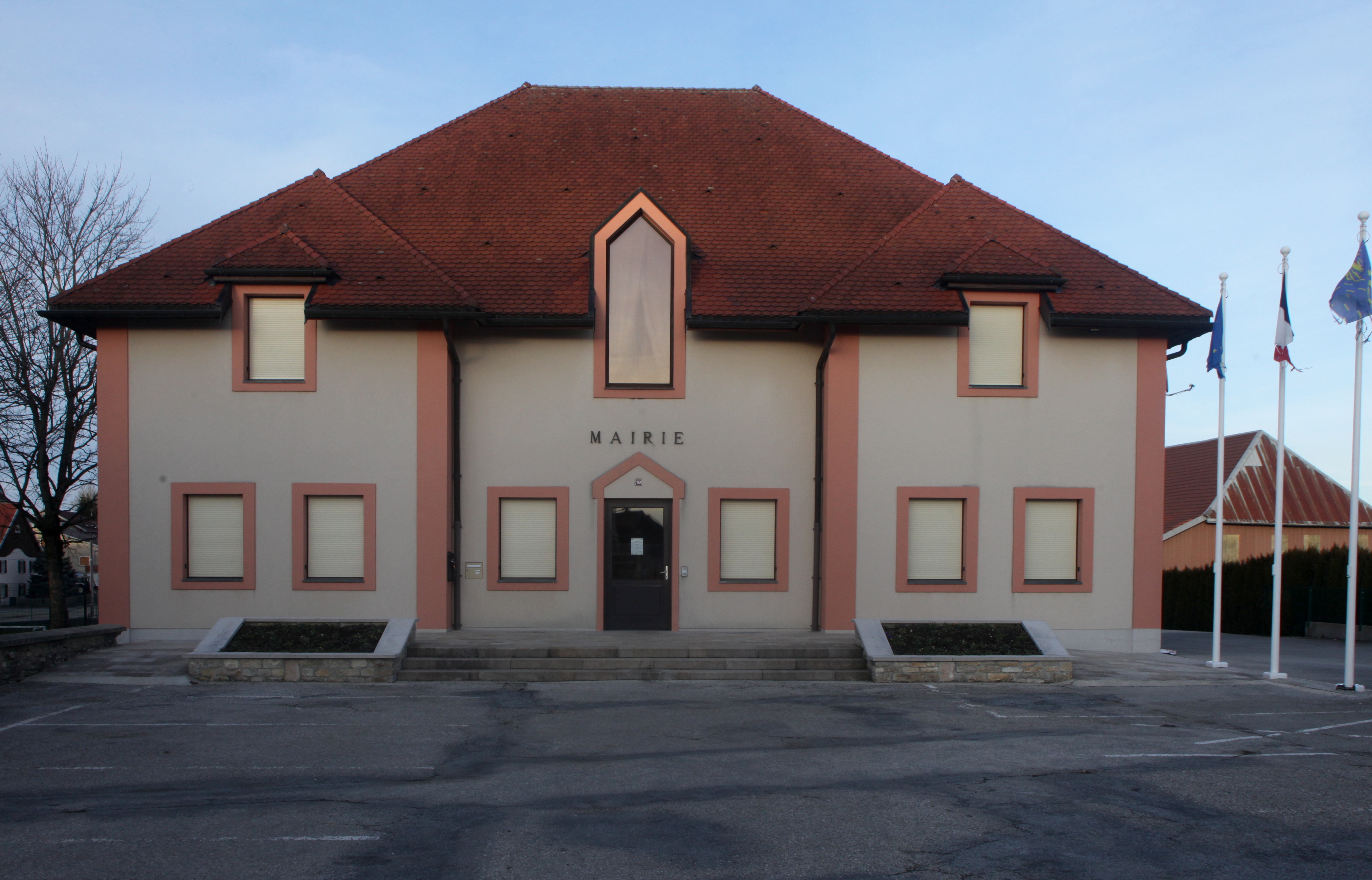
Mairie de Bannans.

## Toponymie
D'un nom de personne germanique Bano suivi du suffixe -ing francisé en -ans.
Bannings en 1001 ; Bannens en 1009-1010 ; Bannans en 1060, 1108 ; Villa Bannensis au XIIe siècle ; Bannans au XIIIe siècle ; Bannens en 1296, 1316.

## Héraldique
| Armoiries de Bannans | Les armoiries de Bannans se blasonnent ainsi : « De sinople à la gerbe de blé d'or. » |

## Politique et administration
| Période                                  | Période               | Identité           | Étiquette | Qualité                                                           |
| ---------------------------------------- | --------------------- | ------------------ | --------- | ----------------------------------------------------------------- |
| mars 1983                                | mars 2019 (démission) | Claude Dussouillez | UMP-LR    | Administrateur de sociétés Président de la Communauté de Communes |
| mars 2019                                | En cours              | Louis Girod        |           |                                                                   |
| Les données manquantes sont à compléter. |                       |                    |           |                                                                   |

## Démographie
L'évolution du nombre d'habitants est connue à travers les recensements de la population effectués dans la commune depuis 1793. Pour les communes de moins de 10 000 habitants, une enquête de recensement portant sur toute la population est réalisée tous les cinq ans, les populations de référence des années intermédiaires étant quant à elles estimées par interpolation ou extrapolation. Pour la commune, le premier recensement exhaustif entrant dans le cadre du nouveau dispositif a été réalisé en 2004.

En 2022, la commune comptait 378 habitants, en évolution de +1,89 % par rapport à 2016 (Doubs : +1,88 %, France hors Mayotte : +2,11 %).
| 1793 | 1800 | 1806 | 1821 | 1831 | 1836 | 1841 | 1846 | 1851 |
| ---- | ---- | ---- | ---- | ---- | ---- | ---- | ---- | ---- |
| 517  | 484  | 502  | 491  | 508  | 572  | 582  | 550  | 526  |

| 1856 | 1861 | 1866 | 1872 | 1876 | 1881 | 1886 | 1891 | 1896 |
| ---- | ---- | ---- | ---- | ---- | ---- | ---- | ---- | ---- |
| 503  | 524  | 502  | 467  | 447  | 421  | 422  | 412  | 430  |

| 1901 | 1906 | 1911 | 1921 | 1926 | 1931 | 1936 | 1946 | 1954 |
| ---- | ---- | ---- | ---- | ---- | ---- | ---- | ---- | ---- |
| 420  | 382  | 346  | 296  | 291  | 292  | 260  | 226  | 232  |

| 1962 | 1968 | 1975 | 1982 | 1990 | 1999 | 2004 | 2006 | 2009 |
| ---- | ---- | ---- | ---- | ---- | ---- | ---- | ---- | ---- |
| 238  | 237  | 205  | 254  | 296  | 311  | 343  | 357  | 328  |

| 2014 | 2019 | 2022 | - | - | - | - | - | - |
| ---- | ---- | ---- | - | - | - | - | - | - |
| 345  | 366  | 378  | - | - | - | - | - | - |

## Lieux et monuments
- Plusieurs édifices recensés dans la base Mérimée :
  - l'église Saint-André au clocher comtois[21] qui renferme plusieurs éléments de mobilier recensés dans la base Palissy[22] : trois retables du sculpteur régional Augustin Fauconnet (1701-1770) mort tout près de Bannans, à Goux-les-Usiers, une chaire sculptée, des fonts baptismaux et des lutrins. La richesse décorative de cette modeste église de campagne n'est pas isolée. Elle se retrouve dans de nombreuses églises de la région de Pontarlier. Elle est due à l'effort de l'Église catholique du temps de la contre-réforme pour attirer les fidèles par l'éclat des formes artistiques face à l'austérité des régions calvinistes toutes proches (Genève) ;
  - une ferme ancienne du XIXe siècle[23] ;
  - une croix monumentale du XIXe siècle[24].
- Le monument aux morts : il comporte sur les quatre faces des photos des morts pour la France avec leur nom et parfois leur grade.

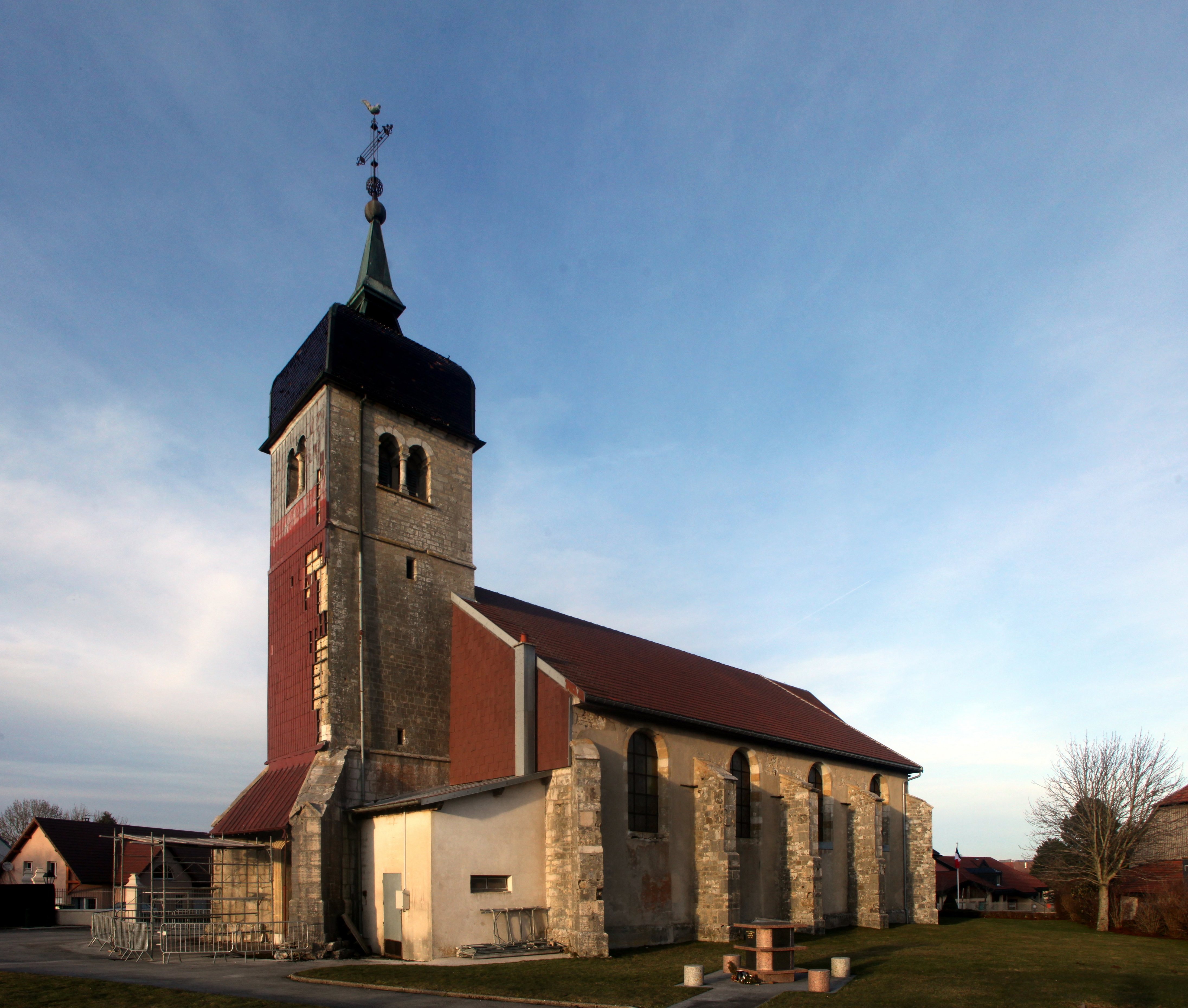
Église Saint-André.
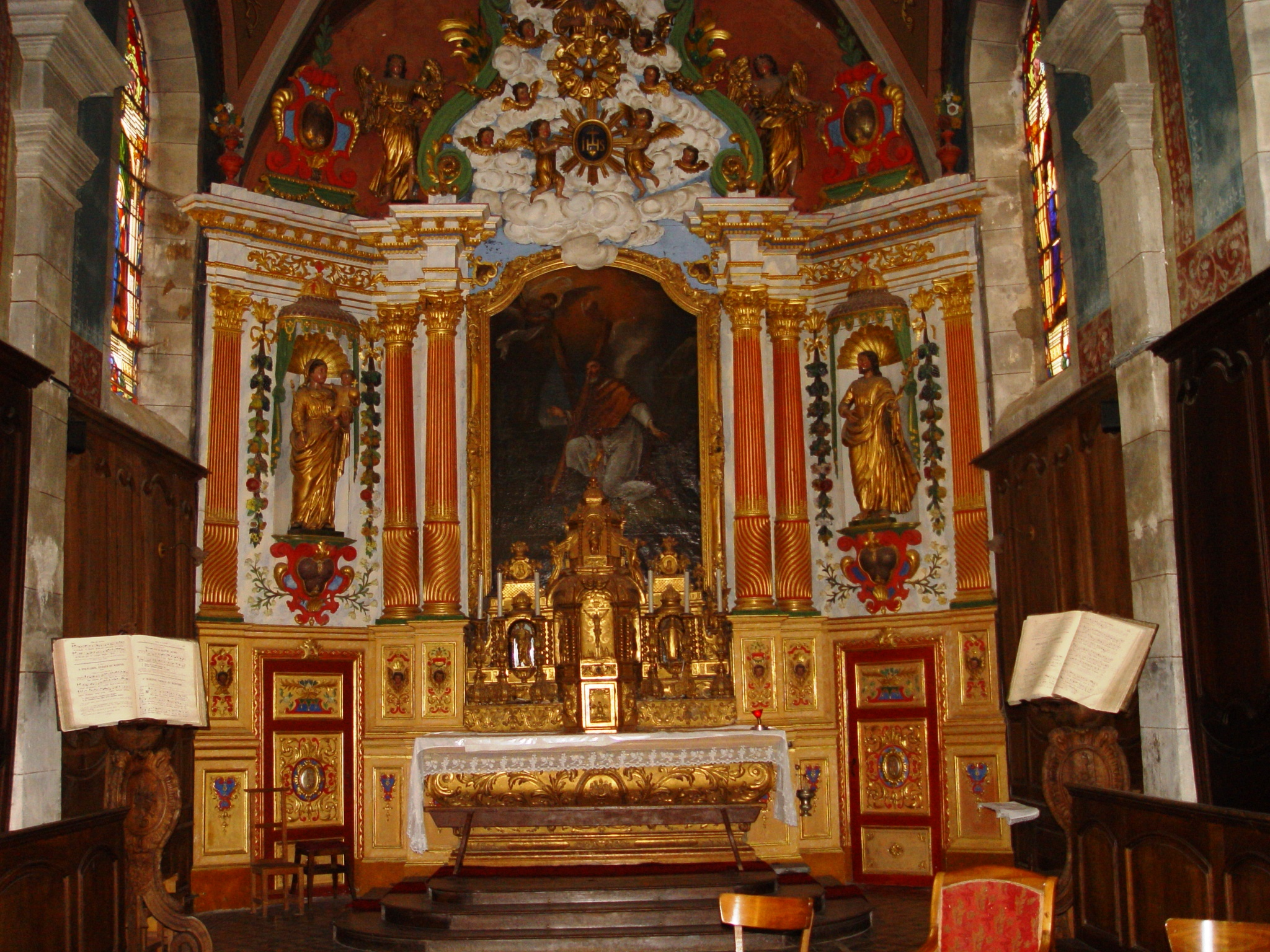
Retable du maître-autel.
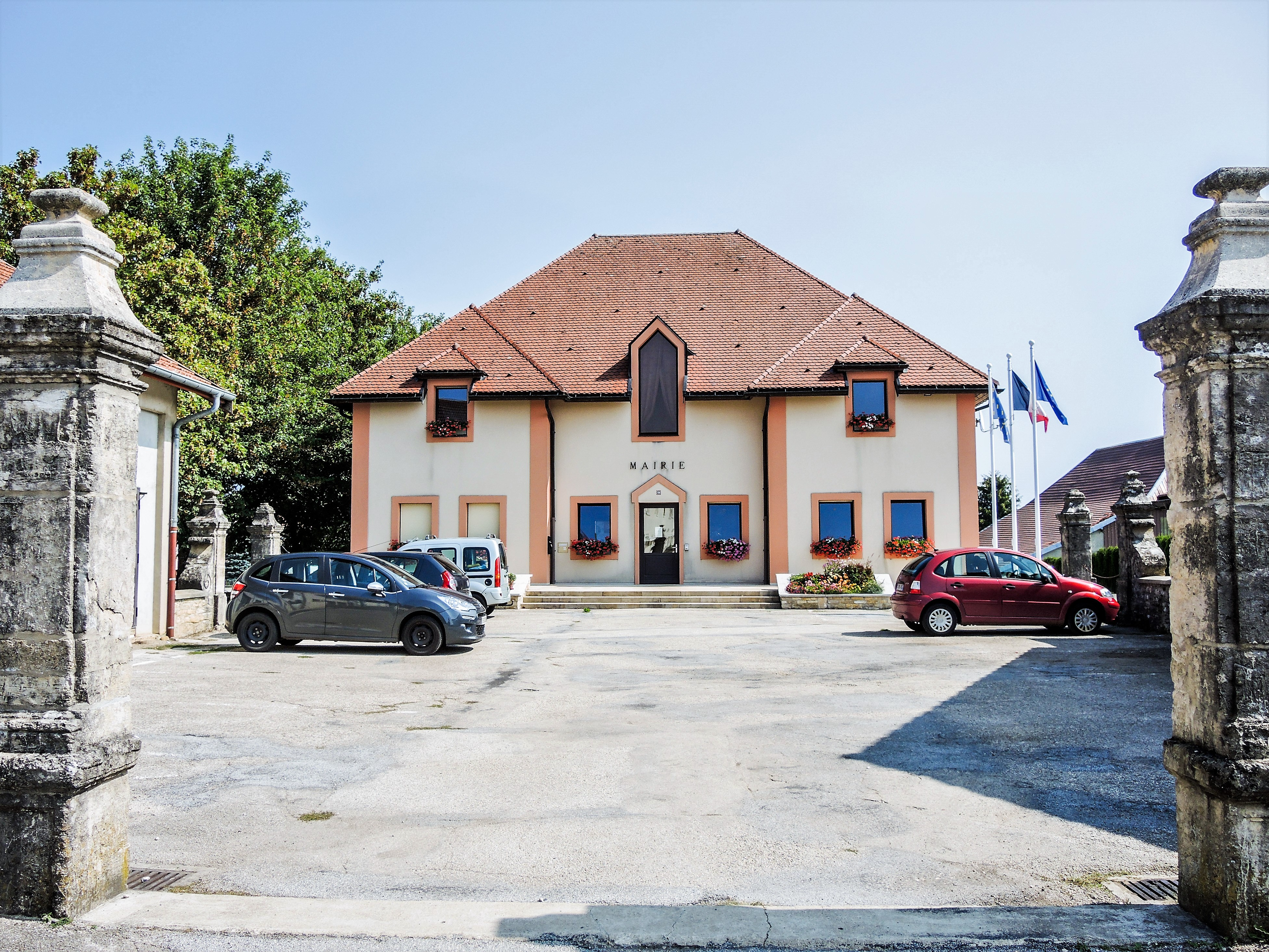
Mairie.
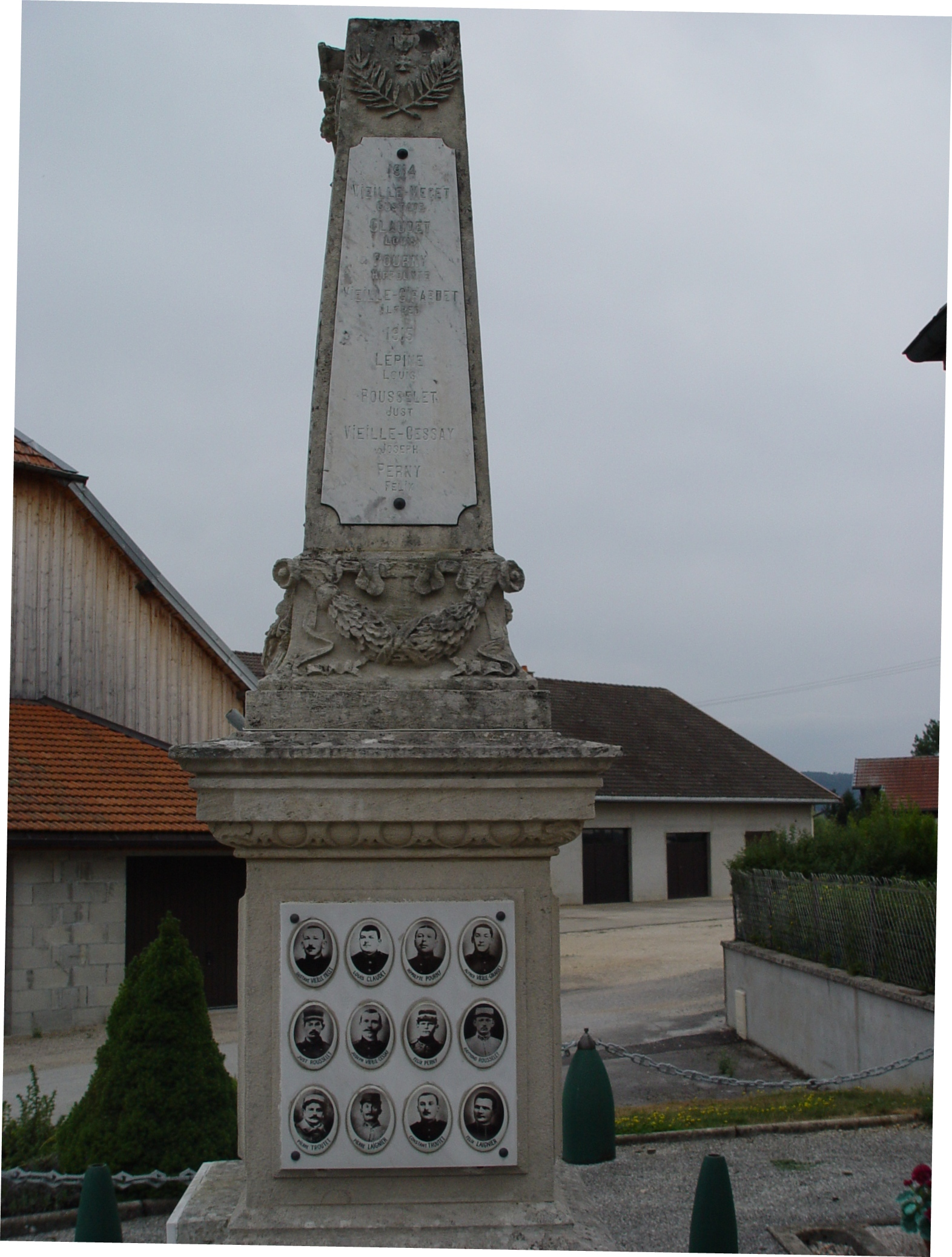
Le monument aux morts.